# Історія Рубіжного

## Давні часи
Найбільш ранні сліди перебування людей на прилеглій до міста території припадають на епоху неоліту (VI—IV тисячоліття до н. е.). В околицях міста знайдені залишки двох неолітичних стоянок.

## Виникнення населеного пункту
Виникнення населеного пункту пов'язано з початком розвитку в цьому районі анілінобарвної промисловості. До 1914 року монополія виробництва синтетичних барвників належала Німеччині. У Російській імперії ж воно було незначним. Скорочення імпорту барвників під час Першої світової війни поставило в надзвичайно важкі умови підприємства текстильної промисловості Росії. Наприкінці 1914 року в Москві була створена тимчасова комісія з організації російського акціонерного товариства хімічної промисловості «Руско-Краска». Для будівництва заводу цього товариства було обстежено кілька ділянок землі на території Донбасу. У підсумку обрали місце поблизу зупинного пункту Рубіжне. Довколишні вугільні шахти, Донецький содовий завод і коксобензольні підприємства могли забезпечити завод дешевим паливом і сировиною, а Сіверський Донець і озера, що розкинулися довкола, — достатньою кількістю води. Порівняно недалеко були розташовані великі поклади вапняків і солі, необхідні для хлорного виробництва. Залізниця забезпечувала доставку сировини і відвантаження готової продукції. Акціонерне товариство «Руско-Краска» купило у місцевого поміщика 1840 десятин землі, і влітку 1915 року тут почалося спорудження головного хімічного заводу.
На будівництві працювали сотні селян з підвозом працівників з Боровеньківської та інших волостей Старобільського повіту Харківської губернії. Устаткування привозили з Риги, Ревеля, Катеринослава та інших міст. Війна змусила господарів «Руско-Краски» сконцентрувати увагу на виробництві продукції для військових потреб. У березні 1916 року було запущено виробництво сірчаної кислоти, у жовтні — фенолу. Поряд з будівництвом головного хімічного заводу товариства «Руско-Краска» було розвернуто спорудження заводу акціонерне товариство «Коксобензол». Навколо цих підприємств виростало робітниче селище.
Основну масу робітників хімічних заводів становили селяни навколишніх селищ, які остаточно не розірвали зв'язки з сільським господарством. «Прошарок» кадрових робітників, які прийшли сюди працювати з лисичанських шахт і Алмазнянського металургійного заводу був незначним. Умови праці в цехах були важкими. Велика насиченість повітря у виробничих приміщеннях газами, брак захисних засобів, завантаження апаратів «вручну» — все це призвело до поширення професійних захворювань серед робітників. Зарплата залишалася низькою, незважаючи на зростання викликаної війною дорожнечі. Нестерпно важкими були і побутові умови. В бараках, що заглиблювалися майже на метр в землю, на нарах покотом спали десятки робітників. Сімейним в цих приміщеннях надавалися комірки в 4-5 м². У такій задушливій комірчині ледве поміщалися дерев'яні ліжка і невеликий столик. Через постійну вологість і бруд бараки кишіли паразитами, сонячне світло ледь пробивалося крізь маленьке віконце під стелею. Для майстрів і працівників заводоуправління було побудовано декілька десятків одноповерхових чотириквартирних і три двоповерхових будинків. У 1916 році в селищі проживали 3 тис. осіб. Робітників заводу і жителів селища обслуговували фельдшер і медична сестра. У будинку барачного типу розташовувалася двокласна школа, в якій навчалося близько 50 дітей.

## Події періодуУкраїнської революціїтаукраїнсько-більшовицької війни
Перша світова війна, а також посилення експлуатації з боку власників заводів, які прагнули якомога більше нажитися на військових постачаннях, сприяли невдоволенню робітників.
У січні 1917 року на підприємстві спалахнув страйк. Робочі вимагали збільшення заробітної плати на 10 % і домоглися цієї надбавки. З піднесенням зустріли трудящі звістку про перемогу Лютневої революції і повалення «самодержавства». У цехах відбулися мітинги, на яких зачитували маніфест РСДРП (б) «До всіх громадян Росії».
У другій половині березня 1917 року в селищі була створена Рада робітничих і солдатських депутатів. З перших днів своєї діяльності Рада стояла на більшовицьких позиціях [джерело?]. У прийнятій на одному із засідань резолюції говорилося: «Рада робітничих і солдатських депутатів з радістю констатує той факт, що ряди справжніх захисників пролетаріату, лави партії більшовиків ростуть».
У травні 1917 року Рада ухвалила рішення про введення на підприємствах 8-годинного робочого дня.[джерело?]
У період двовладдя, Рада вела боротьбу проти ради завідувачів заводом «Руско-Краска», створеної в червні 1917 року і проводила політику Тимчасового уряду.[джерело?]
9 жовтня 1917 року на загальних зборах робочих «Руско-Краски» і «Коксобензола» був створений більшовицький осередок, що об'єднав комуністів обох підприємств. Головою його обрали Р. Медведського.
Майже одночасно, у жовтні 1917 року виникла профспілкова організація. 3 листопада 1917 року, після того як стало відомо про Жовтневий переворот в Петрограді, в селищі відбулися збори робітників, на яких прийняли резолюцію про встановлення Радянської влади. [джерело?]У ній також вказувалося, що робітники вимагають від Ради введення робочого контролю над виробництвом, налагодження необхідної зв'язку з Петербурзькою Радою робітничих і солдатських депутатів і дій згідно з її вказівками. На адресу Петербурзької Ради було надіслано телеграму: «Рада робітничих і солдатських депутатів заводів „Руско-Краска“ і „Коксобензол“ Старобільського повіту Харківської губернії і загальні збори робочих шлють гарячий привіт Петербурзькій Раді і висловлюють повну готовність підтримати її у всіх заходах у початій справі в ім'я революції робітників, солдатів і селян!». Учасники зборів вирішили підписатися на 100 екземплярів газети «Донецький пролетар». Трудящі зібрали в допомогу газеті 250 рублів.
У перші місяці після жовтневого перевороту на підприємствах був встановлений робочий контроль. Комуністи- робочі хімічних заводів — разом з Радою робітничих і солдатських депутатів і профспілкою розгорнули боротьбу проти спроб адміністрації згорнути виробництво під приводом браку сировини і вагонів. 13 березня 1918 року збори робітників заводів «Руско-Краска» і «Коксобензол», обговорюючи питання про створення загонів Червоної армії, у прийнятій резолюції висловили упевненість у перемозі Радянської влади і закликали робочих «вступати в ряди революційної Червоної армії». На початку квітня загін з 200 добровольців відбув у Харків для захисту його від німецьких військ. Робочі селища брали участь у бою поблизу станції Основа, де донецькі і харківські загони під керівництвом Е. Ворошилова прикривали відхід червоних ешелонів з Харкова. Завдяки мужності бійців все цінне вантажне і військове спорядження вдалося вивезти з міста.[джерело?]
Після жорстокого бою з німцями в районі Сватової Лучки 17 квітня 1918 року частини Червоної армії відступили до Лисичанська. Загін робочих селища влився до складу 5-ї армії, командувачем якої був призначений Ворошилов. Німецько-українські війська звільнили станцію Рубіжне і селище.
В період Гетьманату заводи не працювали. За розпорядженням німецького командування були взяті на облік, а фактично реквізовані запаси сірчаної кислоти, бензолу, фенолу та іншої продукції, що залишилася на складах.
У зв'язку з початком революції в Німеччині німецьке командування в листопаді 1918 року почало виводити свої війська з України. Відступили німці й з селища Руско-Краска. Проте його відразу ж захопили білокозаки генерала Краснова.
15 грудня 1918 року частини Червоної армії знову захопили поселення. 14 березня 1919 року завод «Руско-Краска» був націоналізований. Робочі приступили до відновлення підприємства. Однак наступ денікінських військ на Донбас перервав цю роботу. 7 червня 1919 року денікінці захопили селище. У другій половині грудня 1919 року частини Червоної армії почали бої за «визволення» Донбасу. 21 грудня в околицях села Варварівки, за 7 км від станції Рубіжне, з'явилися загони 1-ї Кінної армії.
23 грудня 1919 року в селищі було проведено збори робітників і службовців хімічних заводів, та обраний ревком. У квітні 1920 року на заводі був створений комсомольський осередок, який об'єднував близько 20 юнаків і дівчат. Ревком організував охорону збереженого устаткування і очолив роботи з відновлення підприємства.
На початку 1920 року на заводі «Руско-Краска» працювали 294 робітників і службовців. У квітні заводи «Руско-Краска» і «Коксобензол» об'єдналися в одне підприємство, за яким залишилася назва «Руско-Краска», а з 1923 року завод «Червоний прапор». На підприємстві в невеликій кількості виготовляли сурик і глауберову сіль.
У 1920-і роки на Старобільщині мав місце активний спротив радянській владі.
Партійний осередок направив групи озброєних робітників на придушення антирадянського повстання в селі Нова Астрахань, для ліквідації повстанських загонів в Кремінських лісах і в районі хутора Суровцівки.
У липні 1921 року хімічний завод увійшов до складу, створеного в Лисичанську, тресту «Хімвугілля», що об'єднав підприємства хімічної, вугільної та скляної промисловості Донбасу. У 1922 році завод, продовжуючи випускати сурик і глауберову сіль, освоїв випуск чорного барвника. До весни 1925 року відновлювальні роботи на заводі були в основному завершено, і з цього часу почався новий етап його розвитку: завод перейшов на регулярний випуск барвників і напівпродуктів. Робітники заводу активно відгукувалися на всі найважливіші події, що відбувалися в країні. У травні 1923 року на заводі був зібраний багатолюдний мітинг протесту у зв'язку з вбивством в Лозанні (Швейцарія) радянського державного і партійного діяча В. Воровського.
29 червня на території підприємства на кошти, зібрані працівниками, був відкритий пам'ятник В. В. Воровському (після Німецько-радянської війни пам'ятник перенесений в сквер біля кінотеатру ім. Воровського).

## Індустріалізація та п'ятирічки
Взятий партією курс на індустріалізацію країни, постійно зростаючі потреби народного господарства в барвниках і напівпродуктах потребували подальшого розвитку хімзаводу. Спеціальна комісія робітничо-селянської інспекції, обстеживши завод влітку 1926 року, вказала на великі резерви підприємства. Вони ховалися головним чином у можливості використання як сировини лисичанського вугілля, збільшенні випуску важливої для народного господарства продукції без великих капітальних витрат за рахунок розвитку вже освоєних виробництв. Комісія запропонувала почати виробництво аніліну, нітропродуктів, фталевого ангідриду і низки барвників. Велику допомогу підприємству в подальшому розвитку надала держава. Трест «Хімвугілля» направив для роботи на завод 34 інженера і 1 техніка. Для хлорного і азотного цехів було виділено нове високопродуктивне обладнання. Харківський інститут прикладної хімії допоміг організувати центральну заводську лабораторію. Вже в 1926 році в ній працювали 20 фахівців-хіміків. Лабораторія розгорнула дослідницькі роботи з покращення якості існуючих і створення нових марок барвників. У 1925—1928 рр. підприємство розширилося, були введені в дію нові цехи. Кількість робочих, інженерно-технічних працівників і службовців збільшилася з 587 осіб у 1925 році до 1300 в 1927-му. Підприємство, переведене в 1925 році на госпрозрахунок, стало працювати рентабельно. У 1926—1927 «господарському році» завод отримав 558 тис. руб. прибутку. Обсяг валової продукції збільшився порівняно з попереднім роком на 41 %. Розгорнулося будівництво потужного хлорного цеху, оголошеного ударним будівництвом. У серпні 1929 року цех вступив у дію. Розширення заводу, складність технологічних процесів вимагали підвищення технічного і загальноосвітнього рівня кадрів. На організованих в 1924 році курсах було підготовлено 50 кваліфікованих майстрів з числа передових робітників. У 1925 році відкрилася школа фабрично-заводського учнівства, де готували апаратників, слюсарів, лаборантів для хімічного виробництва. Багато випускників школи стали згодом інженерами, очолили відповідальні ділянки виробництва. У 1927 році при заводі «Червоний прапор» відкрився хімічний технікум. З 1929 року почав працювати і хіміко-технологічний інститут, який готував інженерів для анілінобарвної промисловості. При інституті діяв «робфак», що підготував протягом п'яти років близько 800 робітників до вступу у ВИШ. У період індустріалізації країни значно зросла роль заводської партійної організації, до складу якої входили і комуністи, які працювали в навчальних закладах Рубіжного. У грудні 1926 року партійний комітет заводу був перетворений в Червонопрапорний районний партійний комітет і підпорядкований Старобільському окружному комітету КП(б)У. За рік заводська партійна організація об'єднувала вже 198 комуністів. Найбільш активних і здатних робітників — членів партії — партком висував на керівні посади. Одночасно з розвитком заводу росло і розвивалось селище. У 1926 році були споруджені 10 дерев'яних будинків для сімейних робітників і 5 гуртожитків, 6 житлових будинків побудувало управління «Индустрой». Створений в наступному році житловий кооператив протягом року витратив на спорудження житлових будинків 429 тис. рублів. Місцева Рада приділяла велику увагу розвитку охорони здоров'я та народної освіти. В середині 20-х років у селищі заводу «Червоний прапор» діяла лікарня на 50 ліжок, заводський і 10 цехових медичних пунктів. У 1926 році була відкрита семирічна школа, у наступному році вже всі діти шкільного віку навчалися. Почали навчатися і дорослі. У селищі і на заводі працювали дві групи з ліквідації неписьменності, що охопили 60 осіб. Центрами культурно-просвітницької роботи стали п'ять клубів, де були організовані гуртки художньої самодіяльності, влаштовувалися вечори відпочинку тощо. За роки довоєнних п'ятирічок завод «Червоний прапор» (з 1 січня 1932 року — Хімічний комбінат) перетворився в один з найбільших центрів країни з виробництва органічних продуктів і барвників. На заводі розгорнулося широке будівництво. Тільки в першій п'ятирічці число виробництв планувалося збільшити до 108, у тому числі анілінобарвних — до 93. Будівництво й монтаж промислового обладнання вели трест «Индустрой» і спеціалізоване управління тресту «Союзпроммонтаж». У селище прибували будівельники з Воронезької, Курської, Калузької областей, на будівництвах працювали мешканці багатьох населених пунктів Старобільського округу. У роки першої п'ятирічки на промислове капітальне будівництво було витрачено понад 50 млн. руб. Державні асигнування на розвиток підприємства в другій п'ятирічці становили 106 млн. рублів. Залишаючись основною базою виробництва напівпродуктів для анілінобарвної промисловості, комбінат налагодив випуск яскравих і міцних барвників для тканин. Цього вимагали як зростання добробуту працівників країни, так і підвищення попиту населення на якісні тканини. У 1932—1933 рр. вступили в дію п'ять цехів з виробництва напівпродуктів для барвників, був налагоджений їх випуск на вільних виробничих майданчиках, почали діяти ремонтні та інші допоміжні служби. У квітні 1935 року народний комісар важкої промисловості СРСР. Орджонікідзе, відзначаючи успіхи анілінобарвної промисловості країни (план 1934 року був виконаний на 113,8 %), вручив великій групі рубіжанських хіміків цінні подарунки. Напередодні війни в селищі діяло кілька підприємств місцевої і кооперативної промисловості: швейна фабрика, промкомбінат, харчокомбінат, промислові артілі «Червоний партизан», «Червоний прапор» та інші. Велику роль у справі мобілізації трудящих для успішного виконання планів довоєнних п'ятирічок відіграли партійні організації підприємств і будівництв. У квітні 1930 року, у зв'язку зі створенням Рубіжанського району (селище хіміків Руско-Краска, тоді ж перейменоване в Рубіжне, стало центром району), Червонопрапорний райпартком був перетворений в заводській партійний комітет. Партійна організація заводу поєднувала на той час 420 комуністів. Комсомольська організація налічувала понад 300 юнаків і дівчат. Комуністи і комсомольці Рубіжного брали активну участь в організації колгоспів в довколишніх селах Варварівці, Білявці, і Нової Астрахані. Завод надавав молодим сільськогосподарським артілям велику допомогу різними матеріалами і механізмами. Значну допомогу партійним організаціям міста в їх роботі надавали багатотиражна газета хімічного комбінату «Червоний прапор» (видається з кінця 1929 року) і газета будівельників «За стахановське будівництво», перший номер якої вийшов у 1935 році. З 1931 року в Рубіжному почала виходити районна газета «Ленинский призыв» (з 1940 року — орган Рубіжанського міськкому партії і міської Ради депутатів трудящих). Комуністи і комсомольці очолювали масове соціалістичне змагання, що розвернулося на підприємствах і будівництвах Рубіжного. Перший договір про змагання хіміки селища підписали в травні 1929 року з колективом Дорогомілівського хімічного заводу (м. Москва). Стрижнем розгорнулось в першій п'ятирічці змагання під гаслом «П'ятирічку — за 4 роки!», велась боротьба за високопродуктивне використання обладнання, неухильне підвищення продуктивності праці. На 1 травня 1930 року на заводі «по-ударному» працювали вже 4 цехи з 10, та 23 зміни й 7 бригад. Ряди ударників нараховували 527 осіб. Завдання п'ятирічки було виконано за чотири роки; випуск продукції в 1932 році порівняно з 1927—1928 «господарським роком» збільшився у 7,6 рази. У роки другої п'ятирічки широкого розмаху набув «Стахановський рух». Ініціаторами нового патріотичного почину на комбінаті стали апаратники — комуніст Я. А. Зінченко, комсомолець Д. Л. Берест та інші. До кінця другої п'ятирічки майже половина колективу — 2 тис. людей стали «стаханівцями». Соціалістичне змагання розгорталося під гаслом подальшого розвитку «ударництва», створення госпрозрахункових бригад, прийняття змінами зустрічних планів, широкого оволодіння технікою. В результаті самовідданої праці робітників випуск продукції за роки другої п'ятирічки на комбінаті збільшився у два рази й становив майже половину всієї продукції анілінобарвної промисловості СРСР. Указом Президії Верховної Ради СРСР від 18 квітня 1939 року велика група хіміків країни, в тому числі і рубіжанських, була удостоєна урядових нагород. У лютому 1934 року селище Рубіжне стало містом районного, а в 1940 році — обласного підпорядкування. В 1940 році в ньому налічувалося 21 937 жителів. Значно збільшився житловий фонд міста. За 1928—1938 рр. житловий кооператив побудував 17 тис. кв. метрів житла. За цей період хімкомбінат здав в експлуатацію 65 тис. кв. метрів житлової площі. У 1940 році житловий фонд Рубіжного перевищив 120 тис. кв. метрів. З'явилися десятки упорядкованих вулиць: Донецька, Пушкіна, Інститутська, проспект Переможців тощо. Були споруджені водопровід, каналізація, прокладено 14,6 км мостовий і 10 км тротуарів. Працювали водна станція, стадіон. Жителі Рубіжного з любов'ю провадили озеленення рідного міста. Комсомольці та молодь заклали в центрі міста сад, який у довоєнні роки став улюбленим місцем відпочинку трудящих. На площі у 25 Га був закладений міський парк культури й відпочинку. На пустирях з'явилося 17 скверів. Всього у передвоєнний час було висаджено 100 тис. дерев. Подальший розвиток отримала система охорони здоров'я. В 1940 році в місті діяли 2 лікарні на 195 ліжок, 2 поліклініки, протитуберкульозний диспансер, малярійна станція, 6 фельдшерських пунктів на підприємствах і будівництвах, нічний профілакторій для працівників комбінату. У цих закладах працювали 242 медичних працівника, у тому числі 37 лікарів. Для наймолодших жителів міста були відкриті 6 дитячих дошкільних установ. Великий крок вперед був зроблений і у розвитку народної освіти. У 1940—1941 навчальному році в Рубіжному в двох середніх, семирічній та початковій школі, навчалися 3150 дітей, працювали 187 вчителів. В 1940 році в місті діяли фельдшерська школа, ремісниче училище та дві школи ФЗУ. Ще у 1930—1932 рр. за участю студентів і молоді хімкомбінату був побудований великий триповерховий корпус хіміко-технологічного інституту. Серед викладачів ВИШу було чимало відомих учених. З 1931 року кафедру технології барвників очолював відомий радянський вчений, один з організаторів вітчизняної анілінобарвної промисловості Н. Н. Ворожцов (старший). В ті роки він також працював науковим керівником центральної лабораторії хімічного комбінату. Великий внесок у справу виховання інженерних кадрів і розвиток вітчизняної науки внесли також викладачі хіміко-технологічного інституту — професор В. Ф. Бєлошеін, професор Л. А. Олександрович та інші. У передвоєнні роки інститут випустив 600 інженерів. Робоча молодь, що навчалась в інституті, була великою культурною силою міста. Студенти виступали перед хіміками і будівельниками з лекціями, вели масово-політичну роботу серед населення під час підготовки до перших виборів у Верховну Раду СРСР, брали участь в художній самодіяльності. Багато з перших випускників інституту стали гарними командирами виробництва, партійними керівниками. Один з них, З. Д. Бушнєв, пройшов шлях від начальника зміни до першого заступника міністра хімічної промисловості УРСР. За участю комсомольців і молоді міста в 1933 році був споруджений Палац Культури. Його колективи художньої самодіяльності здобули широку популярність серед трудящих міста і навколишніх сіл. Особливим успіхом користувалися виступи самодіяльного театру музичної комедії. Багато хто з колишніх гуртківців вийшли на велику сцену. Звання заслуженого артиста РРФСР удостоєні Л. Симка, З. Ананьєв; звання заслуженого артиста УРСР — Р. Негримовський. А. Жерневська стала актрисою Донецького драматичного театру, Ф. Шестакова — Ленінградського театру опери і балету, Б. Ф. Зибцев — Харківського драматичного театру (загинув у роки Другої Світової війни).

## Друга світова війна
У перші дні війни в армію пішло понад 200 комуністів. Сотні городян поповнили військові частини, що формувалися на Донбасі. Партійна організація, дирекція хімічного комбінату керували перебудовою роботи підприємства для випуску оборонної продукції. Чоловіків, які пішли на фронт, замінили жінки та підлітки. План дев'яти місяців хімкомбінат виконав на 102,9 %. Коли в жовтні 1941 року фронт наблизився до Рубіжного, хіміки почали демонтаж устаткування і відвантаження його на схід країни. Всього було відправлено 1900 вагонів з обладнанням. Евакуювалися 1850 робітників, понад 4,5 тис. членів їх сімей, 45 вчителів, 35 професорів та викладачів хіміко-технологічного інституту.
У суворі морози рубіжанські хіміки споруджали в м. Уфа та м. Кемерово заводські корпуси, монтували устаткування тощо. Робітники, що залишалися в Рубіжному, виконували замовлення фронту. Тисячі жителів міста брали участь у будівництві оборонних споруд. Був створений батальйон народного ополчення. Група комсомольців, виконуючи завдання командування 9-ї армії, робила рейди в тил ворога і добувала важливі відомості. Багато дівчат вчилися в школі медичних сестер, доглядали за пораненими в шпиталях. Проводився збір теплих речей для воїнів Червоної армії.
10 липня 1942 року Рубіжне захопили німецькі війська. Протягом шести з половиною місяців гітлерівці бешкетували в місті. Будівлю однієї з електропідстанцій хімічного комбінату німці перетворили на в'язницю. Біля її стін часто чулися постріли. Гітлерівці заарештовували і розстрілювали комуністів, комсомольців і активістів, що залишилися в місті.
Німці стратили близько 350 радянських активістів, у тому числі комуніста А. Кравченко, комсомолку Р. Д. Тур й інших. Гітлерівці влаштовували облави, під час яких схопили і відправили на каторжні роботи до Німеччини понад 500 юнаків і дівчат міста.
Близько 50 вихідців із Рубіжного стали бійцями Слов'янського партизанського загону під командуванням М. І. Карнаухова, який діяв на території Донецької та Луганської областей. Жителі допомагали пораненим радянським воякам, які опинилися в захопленому німцями місті.
Для забезпечення руху поїздів на ділянці Попасна-Куп'янськ німці почали споруджувати залізничний міст через Сіверський Донець. Вони силоміць зігнали людей на роботу. Проте жителі протидіяли німцям як тільки могли: розбивали тачки, ламали носилки, встановлювали опорні стовпи так, що ферми мосту осідали. Роботи тривали близько 200 днів, але рух через міст так і не було відкрито.
Понад 4 тис. жителів міста воювали на фронтах війни на боці СРСР. Понад 1000 з них не повернулись з полів битв. За мужність і героїзм багатьох з них було нагороджено орденами і медалями.
Звання Героя Радянського Союзу в грудні 1943 року було присвоєно жителю Рубіжного гвардії капітану В. І. Данько, що командував батальйоном під час форсування Дніпра. Вихованець Рубіжанської комсомольської організації, військовий льотчик Василь Євграфович Чернопащенко у квітні 1942 року повторив подвиг. В. Талалихіна. Ціною свого життя він врятував від ворожого бомбардувальника танкер «Куйбишев», що йшов з пальним для частин Червоної армії, які воювали в Криму. На честь Василя Чернопащенка було названо одна з вулиць міста. На території Орловської і Могильовської областей командував партизанським загоном І. П. Дзюба, який до 1936 року працював апаратником Рубіжанського хімкомбінату (з 1936 року служив у лавах Червоної армії). Наприкінці 1942 року Червона армія вступила в межі Ворошиловградської області. Німці прагнули всіма силами утримати зайняті позиції. Переправи через Сіверський Донець прикривали артилерія і авіація, а лівобережні міста Рубіжне, Кремінна та інші були перетворені в потужні вузли опору. 31 січня 1943 року підрозділи 124-го гвардійського стрілецького полку 41-й гвардійської стрілецької дивізії під командуванням генерал-майора Н. П. Іванова, подолавши опір німців, витіснили їх з міста.
Проте ще тривалий час лінія фронту проходила поблизу міста, по Сіверському Дінцю. Тут аж до початку битви за повне визволення Донбасу тримала оборону 78-ма стрілецька дивізія під командуванням генерал-майора Н. М. Михайлова, у складі якої були сотні бійців — жителів міста та навколишніх селищ. Нищівних ударів по ворогу завдавали гвардійці артдивізіонів, якими командував гвардії капітан Л. С. Гарбуз і гвардії старший лейтенант Н. Н. Лазутін, який загинув у бою за м. Рубіжне.
На одній з ділянок оборони протягом п'яти днів стійко бився спеціальний загін з рубіжанських комуністів, комсомольців, створений за ініціативою міськкому партії. З серпня по жовтень 1943 року в будівлі хіміко-технологічного інституту розміщувався евакошпиталь.

## Післявоєнна відбудова
Первісток анілінобарвної промисловості країни — хімічний комбінат лежав у руїнах. У 480 млн. руб. спеціальна комісія оцінила збиток, заподіяний окупантами місту, в тому числі в 220 млн. руб. обчислювався збиток, спричинений населенню. Німці знищили житлові будинки, розграбували обладнання хіміко-технологічного інституту, палацу культури, двох середніх шкіл, ремісничого училища, лікарні, поліклініки, трьох бібліотек та інших установ і організацій міста. З допомогою всієї Радянської держави життя в місті поступово налагоджувалося. Зі Сходу один за іншим прибували вагони з устаткуванням і продовольством. З м. Кемерово, м. Уфа, м. Березняки поверталися робочі та інженерно-технічні працівники хімічного комбінату. Інженери, а також висококваліфіковані робітники-хіміки були достроково демобілізовані з лав Червоної армії і спрямовані на Рубіжанський хімкомбінат. Фахівці Всесоюзного науково-дослідницького інституту органічних продуктів і барвників і Державного інституту з проектування підприємств аниілінобарвної промисловості «Гипроанилкраска» брали участь у визначенні перспектив розвитку комбінату, в розробці рецептури нових барвників, у проектуванні виробництв. У грудні 1943 року Державний Комітет Оборони, розглянувши питання про відновлення Рубіжанського хімкомбінату, намітив генеральний напрямок розвитку підприємства і визначив обсяги робіт. Тільки в 1944 році планувалося ввести в дію 20 основних виробництв. Першим налагодив випуск продукції — чорнильного порошку та фотоматеріалів цех товарів народного споживання. Трохи пізніше почали працювати виробництва сірчаного чорного барвника, бензойної та саліцилової кислоти, нітропродуктів та інші. Великий внесок у відновлення рідного підприємства внесла молодь. Готуючи гідну зустріч 20-ї річниці Комсомолу України, комсомольці, сотні хлопців і дівчат міста зобов'язалися в 1944 році відновити ливарний цех хімкомбінату і центральні механічні майстерні. Молоді ентузіасти працювали після закінчення зміни і встигали виконати ще по 1-2 денних норми. Поряд з хлопцями та дівчатами хімкомбінату працювала молодь швейно-взуттєвої фабрики, ремісничого училища № 5 та інших підприємств і організацій міста. 8 вересня у ливарному цеху була зроблена перша плавка. Чавунна плита з написом щодо цієї події укріплена на фасаді відновленого цеху. За рік продукцію давали вже 25 цехів комбінату. А до кінця 1947 року відновлення підприємства було переважно завершено. Одночасно проводилася значна його реконструкція.
У 1948 році відновив діяльність Рубіжанський філіал Всесоюзного науково-дослідницького інституту органічних продуктів і барвників, колектив якого зробив значний доробок у розширення асортименту й поліпшення якості продукції хімкомбінату. У тому ж році почала працювати Рубіжанська філія Державного інституту з проектування підприємств анілінобарвної промисловості «Гипроанилкраска» (з 17 грудня 1958 р. — Філія Державного інституту з проектування підприємств органічної хімії). Фахівці філії розробили проекти всіх виробничих потужностей хімкомбінату. У 1950 році вступив у дію новий цех з виробництва високоміцних і яскравих кубових барвників. У тому ж році підприємство досягло довоєнного рівня випуску продукції. Поступово відновлювалось і саме місто. До січня 1946 року було здано в експлуатацію 140 тис. кв. метрів житлової площі, 22 км водопроводу, 14 км каналізаційної мережі, відремонтовано понад 3 тис. кв. метрів тротуарів, мостових, висаджено 1,7 тис. фруктових дерев. Піднімаючи з руїн місто, жителі відпрацювали в позаурочний час близько 160 тис. людино-днів. У січні 1946 року відновився випуск міської газети «Ленинский призыв», а на початку 1948 року — багатотиражної газети Рубіжанського хімкомбінату «Червоний прапор». Почали працювати Палац культури хіміків, літній кінотеатр та чотири бібліотеки.

## Післявоєнні п'ятирічки
Переступивши довоєнний кордон, підприємства міста, і, насамперед, хімічний комбінат, розвивалися все більш швидкими темпами. Саме в цей період рубіжанські хіміки створили широкий клас яскравих, чистих і стійких багатобарвних кубових барвників. У 1949—1950 рр. на повну потужність запрацювали два нових цехи з випуску кубових барвників. У березні 1951 року групі хіміків, проектантів і монтажників за розробку і впровадження в промисловість нових видів барвників для тканин була присуджена Державна премія СРСР. У числі лауреатів були головний інженер хімкомбінату Е. М. Арнольдів, начальник цеху І. Д. Бєлкін, головний інженер Рубіжанської філії «Гипроанилкраски» А. Ф. Сахаров, заступник директора рубіжанської філії Всесоюзного науково-дослідницького інституту органічних продуктів і барвників. А. Троянов, головний інженер Рубіжанського монтажного управління А. Н. Батенчук. План другої післявоєнної п'ятирічки хімкомбінат виконав до 25 жовтня 1955 року. Випуск продукції порівняно з 1950 роком зріс у 2,7 раза. Комбінат до того часу освоїв випуск 50 нових видів барвників. Всім ходом економічного розвитку нашої країни хімія була висунута на передній край боротьби за створення матеріально-технічної бази комунізму. Рішення травневого (1958 р.) Пленуму XXII з'їзду ЦК КПРС визначили шляхи прискореного розвитку радянської хімічної промисловості. Подальші роки характерні для Рубіжанського хімічного комбінату небаченим зростанням обсягу виробництва. За 1959—1965 рр. на підприємстві було споруджено 96 промислових об'єктів вартістю 85,6 млн. руб. Це на 69,3 млн. руб. більше, ніж було витрачено на розвиток виробництва за попередні 7 років. У цей період текстильна промисловість країни все в більшому обсязі освоювала випуск різних тканин з синтетичних волокон. І текстильники, і хіміки працювали над тим, щоб штучні тканини за міцністю, кольором і якістю не тільки не поступалися закордонним, але і перевершували їх. Це багато в чому залежало від барвників. Колектив Рубіжанського хімкомбінату успішно вирішив цю проблему. Хіміки створили високоякісні барвники для штучних тканин, розробили технологію їх виробництва. До 1959 році був освоєний асортимент дисперсних барвників для синтетичних волокон, які не поступалися найкращим світовим зразкам. Вперше у вітчизняній анілінобавній промисловості в масовому порядку було розпочато випуск спеціальних барвників для ацетатного шовку, капрону, лавсану та інших хімічних волокон. Нові барвники отримали високу оцінку текстильників. Колектив Московського камвольно-шовкового комбінату «Красная Роза» всі одержувані з Рубіжного партії барвників використовували для найкращих і дорогих тканин. У 1975 році випуск продукції на комбінаті перевищив довоєнний рівень в сім разів. Комбінат став найбільшим постачальником барвників і напівпродуктів на внутрішній і зовнішній ринки. Він міцно посів місце провідного підприємства анілінобарвної промисловості з випуску кубових барвників, даючи 99,6 % від їх загальносоюзного виробництва. Комбінат виробляв також карбамідо-формальдегідні смоли, отрутохімікати для сільського господарства, товари побутової хімії, асортимент яких розширювався щороку. Рецептуру і технологію виготовлення нових барвників, напівпродуктів та товарів побутової хімії розробляв Рубіжанський філіал Всесоюзного науково-дослідницького інституту органічних продуктів і барвників («НИОПиК») і центральна лабораторія хімкомбінату. Випускалось 260 найменувань продукції, яка відправлялась 2462 споживачам у всі союзні республіки і закордон. Вона використовувалась у легкій, медичній, хімічній, нафтохімічній, харчовій, деревообробній та цілій низці інших галузей промисловості. Продукція Рубіжанського хімкомбінату надходила і в зарубіжні країни, у тому числі в Німецьку Демократичну Республіку, Чехословаччину, Польщу, Угорщину, Болгарію, Монголію, Кубу, а також в Англію, Францію, Голландію, Пакистан, Сирію та інші країни. До 1959 року виробничі процеси були слабко автоматизовані. У цехах працювало всього лише близько 100 найпростіших контрольно-вимірювальних приладів. За 1959—1965 рр. на технологічних схемах було встановлено 5 тис. новітніх приладів автоматики, у тому числі близько тисячі електронних. Тільки за 1965—1975 рр. впроваджено 470 великих раціоналізаторських пропозицій щодо вдосконалення техніки й технології виробництва. Технічний прогрес на підприємстві дозволив налагодити виробництво нового класу барвників-білофорів для відбілювання синтетичних матеріалів, хутра, бавовни, паперу та інших матеріалів, а також налагодити випуск низки важливих напівпродуктів, поліпшити якість барвників. Економічний ефект від впровадження нових розробок перевищував 7 млн. руб. У вересні 1975 року комбінат був перетворений у виробниче об'єднання «Барвник».
Великий внесок у справу технічного прогресу вніс організований в 1961 році громадський інститут робітників-дослідників. Ідея його створення зародилася в цеху кубових барвників, де апаратники разом з інженерами запропонували новий метод комплексної автоматизації процесу зневоднення продукції. Почин був схвалений партійною організацією. На 1 січня 1975 року в громадському дослідницькому інституті працювали 550 осіб, у тому числі 270 робітників. Всі вони були об'єднані в творчі групи таким чином, що можуть не тільки розробляти актуальні виробничі проблеми, але і власними силами впроваджувати розробки у виробництво. У 1975 році на комбінаті діяло 105 таких груп. Вони розробляли 150 пошукових тем, 70 з яких були впроваджені у виробництво з економічним ефектом 180 тис. руб. Начальнику комбінату центральної лабораторії Л. Плакідіну і апаратнику Д. Я. Кадацькому присвоєно звання заслуженого раціоналізатора УРСР. Великий розмах промислового будівництва в Рубіжному вимагав створення великої будівельної організації. У травні 1960 року був організований трест «Рубежанскхимстрой». Він мав сім будівельних управлінь. З часу створення по 1975 рік включно обсяг виконаних трестом будівельно-монтажних робіт збільшився у 1,8 рази та обчислювався у 310 млн. руб. (70 % цих робіт становили об'єкти хімічної промисловості). Субпідрядниками тресту були спеціалізовані управління № 9, № 460, «Опорядбуд» та інші. Матеріалами будівництва міста забезпечували заводи будівельних матеріалів і залізобетонних виробів. На підприємствах було проведено значні роботи з розширення та реконструкції виробництва, впроваджені засоби механізації та автоматизації. На заводі будівельних матеріалів випуск силікатної цегли збільшився з 16 млн. штук у 1950 році (рік заснування) до 180,2 млн. штук у 1975 році. Виробничі потужності заводу залізобетонних виробів з моменту пуску в 1955 році зросли більш ніж у 10 разів. У 1946 році з м. Ворошиловград у м. Рубіжне перевели панчішну фабрику. За 1951—1975 рр. випуск продукції на підприємстві збільшився більш, ніж у 5,7 рази. Нарощувались обсяги виробництва також заводом металевих виробів, хлібокомбінатом, фабрикою індивідуального пошиття й ремонту одягу, ремонтно-будівельно-монтажним управлінням № 3, автобазою тощо. Підприємства та будівництва міста надавали велику допомогу колгоспам і радгоспам підшефного Кремінського району. Городяни активно брали участь у сільськогосподарських роботах, допомагали у розбудові об'єктів сільського господарства. Тільки за 1971—1975 рр. селищам було виділено 2,5 млн. штук цегли, 108 кубометрів збірного залізобетону, розчину та інших будматеріалів на суму 1,1 млн. руб. Трест «Рубежанскхимстрой» виконав у селах району будівельно-монтажних робіт на суму 4333 тис. руб. Ним споруджено 6 клубів, 3 дитячі садки, школа, профілакторій, їдальня, 4 житлових будинки, 20 силосних траншів, 6 кормоцехів та свинарник. Здані в експлуатацію перша і друга черги радгоспу-комбінату «Кремінський». Партійні шефи допомагали працівникам селищ району також в організації культурно-просвітницької і масово-політичної роботи. Широко розгорнулося соціалістичне змагання і його вища форма — рух за комуністичне ставлення до праці. До початку 1976 року звання колективів комуністичної праці було присвоєно 94 цехам і ділянкам, 662 змінам і бригадам; на підприємствах і будівництвах міста працювали 14 729 ударників комуністичної праці. Хіміки Рубіжного постачали текстильним підприємствам барвники та відбілювачі, і зі своїми зобов'язаннями вони успішно справлялися. З четвертого кварталу 1968 року по 1975 рік включно колектив хімічного комбінату 18 разів виходив переможцем у Всесоюзному соціалістичному змаганні споріднених підприємств з врученням йому перехідного Червоного прапора Ради Міністрів СРСР і ВЦРПС, а також перехідного Червоного прапора Міністерства хімічної промисловості СРСР і ЦК профспілки робітників нафтової та хімічної промисловості. Промисловість міста достроково, 15 грудня 1975 року виконала дев'ятий п'ятирічний план з реалізації продукції. Понад план її реалізовано на 12,5 млн. руб. Обсяг промислового виробництва за п'ятирічку зріс на 45 %, продуктивність праці — на 43,7 %. Приріст промислової продукції на 98 % був забезпечений за рахунок зростання продуктивності праці. 11 видів продукції промислових підприємств міста в минулій п'ятирічці відзначено Державним Знаком якості. Бригада штукатурів під керівництвом депутата Верховної Ради СРСР, делегата XXV з'їзду КПРС комуніста М. П. Калюжної зі спецуправління «Опорядбуд» комбінату «Ворошиловградхимстрой» достроково, 4 жовтня 1974 року, виконала завдання дев'ятого п'ятирічного плану з продуктивності праці й досягла вищого показнику виробки в Україні на 1 робочого — 29,7 кв. метри оштукатуреної поверхні за зміну. Вже в середині 1974 року завершили особисті п'ятирічки 18 робочих панчішної фабрики. Бригада водіїв Рубіжанської автобази на чолі з комуністом Н. С. Черепівським перша в області перейшла на роботу за методом бригадного підряду І. А. Злобіна. Тільки за 1974—1975 рр. вона перевезла понад план 60 тис. тонн будівельних матеріалів. За цим методом працювали також 12 бригад тресту «Рубежанскхимстрой». Колективу виробничого об'єднання «Барвник» у числі інших найкращих підприємств і організацій області надано право підписати трудовий рапорт XXV з'їзду КПРС. У 1976 році всі цехи об'єднання включилися у змагання за звання цеху продукції високої якості. Тісна співпраця встановився між рубіжанськими хіміками та спорідненими підприємствами низки країн соціалістичної співдружності. Так, з колективом Біттерфельдського хімічного комбінату (НДР) укладено угоду про науково-технічну співпрацю з виробництва сірчистих барвників і окремих напівпродуктів, спільно була розроблена технологія отримання дисперсних і активних барвників. Між підприємствами здійснюється обмін делегаціями. У 1974 році делегація рубіжанських хіміків вивчала досвід німецьких товаришів по скороченню витрат ряду напівпродуктів, який далі успішно впроваджувався у виробництво. У музеї історії підприємства зберігалися багато реліквій, серед них Червоний прапор з портретом Е. Тельмана, отриманий від німецьких робітників. За великий внесок у розвиток вітчизняної анілінобарвної промисловості та у зв'язку з 50-річчям з дня заснування Рубіжанський хімічний комбінат в 1965 році був нагороджений орденом Леніна. На честь 50-річчя Великого Жовтня комбінат нагороджений пам'ятним Червоним прапором ЦК КПРС, Президії Верховної Ради СРСР, Ради Міністрів СРСР і ВЦРПС; у зв'язку з 100-річчям з дня народження В. І. Леніна — Ленінською ювілейною почесною грамотою ЦК КПРС, Президії Верховної Ради СРСР, Ради Міністрів СРСР і ВЦРПС; на честь 50-річчя утворення СРСР — Ювілейним почесним знаком ЦК КПРС, Президії Верховної Ради СРСР, Ради Міністрів СРСР і ВЦРПС. Колектив підприємства — незмінний учасник ВДНГ СРСР і ВДНГ УРСР, нагороджений багатьма дипломами виставок. Урядових нагород удостоєні 2368 співпрацівників, у тому числі за самовіддану працю у дев'ятій п'ятирічці — 188 осіб. Високе звання Героя Соціалістичної Праці присвоєно старшому апаратникові О. С. Дорогіну, який був делегатом XXV з'їзду КП України, та інженерові М. А. Чумак. Орденом Леніна нагороджені 58 осіб, у тому числі хіміки — старші апаратники А. Є. Обоянський, П. А. Ткаченко С. І. Трихлеб, бригадир слюсарів Н. С. Каплунов, директор підприємства А. М. Кузнєцов, інженери А. А. Павлюков, Н. С. Гринкевич, А. А. Пугач, а також формовщиця панчішної фабрики А. І. Шишлянникова, бригадир мулярів тресту «Рубежанскхимстрой» А. Р. Григоренко, бригадир штукатурів А. Т. Володченко, бригадир слюсарів заводу будівельних матеріалів. Р. Гарькун. Орденом Жовтневої Революції нагороджені 13 працівників, орденом Трудового Червоного Прапора — 86, орденом «Знак Пошани» — 103 людини. 520 робітникам і фахівцям міста вручено знак «Ударник дев'ятої п'ятирічки», 3848 з них — «Переможець соціалістичного змагання». Звання заслуженого будівельника УРСР удостоєний начальник спеціалізованого управління тресту «Промхиммонтаж» М. Д. Дулов. Зростала і впорядковувалося місто хіміків. Широко розсунулись його межі. Виросли численні квартали, мікрорайони, забудовані п'яти- і дев'ятиповерховими будівлями. До послуг жителів був предоставлений новий широкоформатний кінотеатр «Комсомолець» з великим залом на 850 місць. Для гостей міста був побудований п'ятиповерховий готель. Виросли сучасні будівлі залізничного та автомобільного вокзалів, будинку побуту, Палацу спорту, дитячої спортивної школи. Введені в дію дві автоматичні телефонні станції та міський ринок. У затишних упорядкованих квартирах проживали трудящі міста Рубіжного. У 1966 році було закінчено газифікацію комунального житлового фонду. У 1975 році газом користувалися 16 тис. сімей. За період з 1951 по 1975 роки житлова площа в розрахунку на одну людину збільшилася з 3,3 до 9,2 кв. метрів. Рубіжне буквально потопало в зелені. На одного жителя припадало близько 200 кв. метрів зелених насаджень (з урахуванням приміської зеленої зони). Неухильно поліпшувався добробут трудящих. В півтора рази збільшилася заробітна плата робітників та службовців за 1960—1975 рр. В особистому користуванні трудівників — 1,9 тис. легкових автомобілів та 3,4 тис. мотоциклів. Про зростання добробуту городян свідчить і збільшення товарообігу. У 1975 році продано товарів населенню на суму 48 млн. руб. — майже в 1,6 рази більше, ніж в 1965 році. В Рубіжному багато зроблено для поліпшення медичного обслуговування населення та організації відпочинку трудящих та їх дітей. За 1961—1970 рр. побудовані нові будівлі міської поліклініки, двох заводських поліклінік, пологовий будинок, терапевтичний корпус міської лікарні. У 1974 році зданий в експлуатацію інфекційно-бактеріологічний корпус на 120 ліжок. В даний час в місті є дві лікарні на 690 ліжок, 3 поліклініки, 30 медичних ділянок, численні аптеки тощо. Поліклініки і стаціонари оснащені сучасною медичною апаратурою. У місті працюють 150 лікарів та 500 спеціалістів з середньою медичною освітою. Головний лікар міської лікарні М. В. Смелова отримала звання заслуженого лікаря УРСР. У 1960 році для працівників хімкомбінату був побудований будинок відпочинку на південному березі Криму, в 1965 році — профілакторій в сосновому бору поблизу міста. У розпорядженні хіміків є також туристська база в Кремінському лісі та заміський піонерський табір з 370 місць (ДОТ «Горн» — нині не існує). Свій профілакторій і піонерський табір у районі р. Кремінський мають і трудівники тресту «Рубежанскхимстрой». Кількість дитячих дошкільних установ зросла з 9 у 1957-му до 27 у 1975 році. Майже 95 % вихователів — представників дитячих установ мали спеціальну педагогічну освіту. Велика увага приділялася розвитку народної освіти. Якщо у 1951 році було п'ять загальноосвітніх шкіл з 4115 учнями, то в 1975 році — вже 11 шкіл, у тому числі дві школи-інтернатів. Чисельність учнів у них становила 9230, а вчителів — 444. За самовіддану працю та високу педагогічну майстерність 92 педагоги удостоєні урядових нагород. Нагороджена Орденом Леніна заслужена вчителька УРСР А. М. Усик. У всіх нових школах були навчальні кабінети, спортивні зали, бібліотеки, кіноустановки. У трьох школах робочої молоді навчалося 1,6 тис. осіб. У місті діяло дві музичні школи. Працював міський будинок піонерів, станція юних натуралістів і юних техніків. У школах міста були створені клуби інтернаціональної дружби. Члени цих клубів, а також червоні слідопити дитячої кімнати «Маяк» виробничого об'єднання «Барвник» вели широке листування з хлопцями країн соцтабору, влаштовували цікаві вечори, виставки тощо. В 4 професійно-технічних і технічних училищах щорічно навчалося 2-3 тис. юнаків і дівчат. Вони опановували спеціальності апаратників, слюсарів, машиністів баштових кранів, мулярів, штукатурів-малярів, кулінарів та ін. Вихованці професійно-технічних училищ № 5, 10 та 38 одночасно з придбанням професій здобували середню освіту. Кадри командирів виробництва середньої ланки готувались у хіміко-механічному технікумі імені академіка О. Є. Порай-Кошиці та у індустріально-педагогічному технікумі з відмінною навчально-технічною базою. У 1965 році було завершено будівництво навчального містечка хіміко-механічного технікуму. За післявоєнні роки технікуми випустили 12,5 тис. фахівців. З 1959 року в Рубіжному працювала філія Ворошиловградського машинобудівного інституту (до 1973 року — філіал Харківського політехнічного інституту). На його стаціонарному, вечірньому та заочному відділеннях навчалося близько 4 тис. студентів. Філія готувала інженерів-технологів і механіків для хімічної промисловості за 7 спеціальностями. Близько 40 % викладачів мали вчені ступені та звання. З часу відкриття філія підготувала для народного господарства 3292 спеціалісти. Великою популярністю у рубіжан користувались 17 народних університетів, дев'ять лекторіїв та кінолекторіїв. Жителі Рубіжного заслужено пишалися вихованцями літературної групи, яка близько 40 років працювала при редакції газети «Ленинский призыв». Перші кроки в літературу тут зробив доктор філологічних наук Б. С. Буряк — відомий український письменник і літературний критик. Велика увага в місті приділялася розвитку фізкультури й спорту. У розпорядженні трудящих був палац спорту (зданий в експлуатацію у 1971 р.), три стадіони, 26 спортивно-гімнастичних залів, три лижні бази, три плавальних басейни, значна кількість ігрових майданчиків — футбольних, волейбольних, баскетбольних тощо. У місті діяла дитяча спортивна школа. Щорічно проводились міські спартакіади, а також спартакіади підприємств і установ, естафети на призи міської газети «Ленинский призыв», змагання дитячих дворових футбольних команд на призи клубу «Шкіряний м'яч». Дуже популярний у місті був туризм, у вихідні дні часто влаштовувались походи по мальовничих берегах Сіверського Дінця. Поблизу м. Кремінна і на Краснооскольському водосховищі діяли туристичні бази. Для людей літнього віку в спортивних товариствах було організовано групи здоров'я. З кожним роком зростала суспільно-політична активність населення. Справжнім організатором трудових мас у їх боротьбі за виконання величних визначень XXV з'їзду КПРС, за неухильний підйом виробництва та культури була міська партійна організація. До її складу входило 59 партійних організацій підприємств і установ. Вони об'єднували 4885 комуністів, більшість з яких працювали на ключових ділянках виробництва. Найбільш численною була партійна організація виробничого об'єднання «Барвник», на обліку в якій перебувало 1939 членів і кандидатів у члени КПРС. В об'єднанні були створені 62 цехові партійні організації і 121 партійна група, що чинили вирішальний вплив на розвиток виробництва і були зачинателями багатьох добрих справ і вели за собою весь колектив. У 1971 році старший апаратник цеху № 21 комуніст Л. П. Васильєв виступив з патріотичним почином, зобов'язавшись достроково виконати особисту п'ятирічку по зростанню продуктивності праці. Передовик раціонально використовував потужності існуючої технологічної схеми для додаткового виробництва нового продукту, домігся скорочення «простоїв» устаткування за рахунок організації ремонту на ходу, вів технологічний процес на оптимальних режимах. Завдяки цьому він підвищив продуктивність праці на своєму робочому місці більш ніж у два рази в порівнянні з 1970 роком і вже 1 жовтня 1974 року рапортував про виконання особистого п'ятирічного плану по зростанню продуктивності праці. Партком схвалив патріотичну ініціативу Л. П. Васильєва, узагальнив і розповсюдив його досвід. У місті з'явилося понад 600 послідовників передового апаратника, з них 300 осіб до 1 січня 1975 року виконали свої особисті п'ятирічні плани щодо збільшення продуктивності праці. І знову в числі перших були комуністи — апаратники об'єднання А. І. Гаркун і В. І. Борзило, пресувальниця заводу будматеріалів З. І. Мартиненко і багато інших. Велика роль у суспільному та господарської життя міста належала Раді депутатів трудящих. У числі 212 депутатів міськради понад половина — робочі. Серед народних обранців — 97 жінок. Працювало 13 постійних комісій міськради, 10 депутатських груп і 14 постів. Річний бюджет Ради депутатів трудящих у 1975 році перевищував 5 млн. рублів. З цих коштів на охорону здоров'я було асигновано 2257 тис. руб., на народну освіту — 2,2 млн. руб., на благоустрій — 641,7 тис. руб. Трудівники міста активно брали участь у роботі постійно діючих виробничих нарад, товариських судів, народних дружин. У групах народного контролю задіяно понад 2,7 тис. осіб. Багатогранна діяльність 64 комсомольських організацій Рубіжного, які об'єднували за станом на 1 січня 1976 року 14600 юнаків і дівчат. Слідом за комуністами вони також виступили в похід за підвищення продуктивності праці. «Застрільником» змагання на початку дев'ятої п'ятирічки виступив комсомольско-молодіжний цех № 5 хімкомбінату. Боротьба за рішення поставленої задачі розгорнулася під девізом «За технічне переозброєння кожного робочого місця». Великий розмах серед молоді отримав раціоналізаторський рух. Впровадження пропозицій молоді у виробництво в 1971—1975 рр. дало понад 1,4 млн. руб. умовно-річної економії. Цей почин був схвалений обкомом комсомолу і підтриманий всіма молодими робочими міста. Молодь навчали майстерності в роботі понад 600 наставників. Світлі перспективи відкривалися перед м. Рубіжне в десятій п'ятирічці. Більш ніж у чотири рази збільшилося виробництво синтетичних смол, значно покращилась якість барвників на виробничому об'єднанні «Барвник». Мали бути реконструйовані панчішна фабрика з доведенням потужності до 40 млн. пар панчішно-шкарпеткових виробів на рік, завод силікатної цегли зі збільшенням потужності на 20 млн. штук на рік. Планувалось спорудження заводу з випуску приладів і спеціальних засобів автоматизації періодичних процесів в хімічній промисловості. За генеральним планом забудови і реконструкції міста все житлове та цивільне будівництво мало бути введеним в експлуатацію у північній частині міста. Тут мало бути побудовано 165 тис. кв. метрів житлової площі для 12 тис. жителів. Передбачалось спорудження адміністративних будівель, торгового центру, палацу культури, будинку побуту, середньої загальноосвітньої школи № 12 на 1560 учнів, міського комплексу профтехосвіти на 720 учнів, бібліотеки, виставкового залу фірмових меблів. У мальовничих навколишніх гаях планувалось відкрити піонерський табір і базу відпочинку для хіміків.

## Незалежна Україна
З 24 серпня 1991 року Рубіжне входить до складу незалежної України.